# Giuseppe Maria Doria Pamphilj
Pour les articles homonymes, voir Famille Doria.
Giuseppe Maria Doria Pamphilj, né le 11 novembre 1751 à Gênes et mort le 8 février 1816 à Rome, est un cardinal italien du XVIIIe siècle et du début du XIXe siècle.

## Biographie
Giuseppe Maria Doria Pamphilj fait partie de la famille illustre des comtes de Melfi  et de la  famille Doria, qui compte de nombreux cardinaux. Giuseppe Pamphilj est notamment le frère du cardinal Antonio Maria Doria Pamphilj, qui sera nommé en même temps que lui, en 1785, et l'oncle du cardinal Giorgio Doria Pamphilj.
Il est le troisième fils du prince Giovanni Andrea IV Doria Pamphilj et d'Eleonora Carafa della Stadera.

### Premières années
Il fréquente le collège des Nobles des jésuites à Rome, puis le Collegio Clementino des Pères de Somasque, avant d'entrer à l'université La Sapienza en mai 1767, où il obtient un doctorat in utroque iure en mai 1771.
Le 21 avril 1768, il obtient la tonsure ecclésiastique et le bénéfice de l'abbaye de San Fruttuoso de son frère. Devenu chapelain honoraire du pape Clément XIV en 1771, il entre dans la prélature romaine comme protonotaire apostolique, avant d'être nommé référendaire du Tribunal suprême de la Signature apostolique à compter du 27 juin 1771. Il reçoit les insignes de clerc le 21 avril 1773 et les ordres mineurs le 2 juillet.

### Épiscopat
Il est nommé archevêque titulaire de Séleucie-en-Isaurie (de) le 27 février 1773 à l'âge de 21 ans, alors qu'il n'est ordonné prêtre qu'en juillet, puis évêque en août suivant : le 4 juillet, il obtient le sous-diaconat et le 11 juillet le diaconat. La consécration a lieu dans la collégiale de Saint-Ildefonso, à la résidence royale de La Granja, à Ségovie, par le cardinal Buenaventura de Córdoba Espínola de la Cerda, archevêque titulaire de Néocésarée-du-Pont (de) et patriarche des Antilles, assisté de Manuel Ferrer y Figueredo, archevêque titulaire d'Édesse-en-Osroène, et de Joaquín de Eleta, archevêque titulaire de Thèbes (de). Envoyé à Madrid pour apporter les bandes sacrées au prince des Asturies, fils de Charles III d'Espagne, il reste à la cour d'Espagne de décembre 1772 à octobre 1773.
Le 6 septembre 1773, Joseph Marie Doria Pamphilj est nommé nonce apostolique en France, poste qu'il conserve jusqu'en 1785, lorsque le pape Pie VI le crée cardinal, lors du consistoire du 14 février. Le 8 septembre 1773, il devient également assistant du trône papal.

### Cardinalat
Créé cardinal au consistoire du 14 février 1785, il reçoit le 7 avril de la même année la casquette de cardinal avec le titre de cardinal presbytre de Saint-Pierre aux Liens jusqu'à la nomination du cardinal Romoaldo Braschi-Onesti, plus jeune cardinal italien. Légat à Urbino pendant trois ans, à partir du 19 décembre 1785, sa légation s'étend jusqu'en mars 1794. Le 16 mars 1797, il est nommé cardinal secrétaire d'État et se retrouve à gérer la difficile occupation française de Rome par les troupes de Napoléon. A partir du 1er avril 1797, il est également préfet du Sacré-Conseil, de la Sacrée Congrégation de Lorette et membre du Sacré-Conseil du Saint-Office. Arrêté par les autorités françaises le 8 mars 1798, il est emprisonné au couvent romain des convertis, puis transféré à Civitavecchia et enfin expulsé du territoire de la République romaine. À partir du 13 avril 1798, il accompagne le pape Pie VI dans son exil forcé, d'abord à Sienne, puis à Gênes. Il participe au conclave de 1799-1800 qui élit le pape Pie VII, avec lequel il peut retourner dans la ville éternelle le 3 juillet 1800. Secrétaire du Mémorandum à partir du 11 août 1800, il est ensuite nommé pro-secrétaire d'État pendant la brève absence du cardinal Ercole Consalvi, chargé à Paris de négocier le Concordat avec la France, du 6 juin au 31 juillet 1801. Pro-camerlingue de la Sainte Eglise romaine à partir du 13 novembre 1801, il occupe ce poste jusqu'à son expulsion de Rome par le parti français au printemps 1808. Nommé protecteur de l'ordre des Servites à partir du 3 avril 1802 et des Franciscains à partir du 4 mai de la même année, il opte le 20 septembre pour le titre de cardinal de Sainte-Cécile. Passée à l'ordre des cardinaux étrangers, elle obtient le titre de cardinal évêque de Frascati à partir du 26 septembre 1803, en conservant in commendam le titre de sainte Cécile. Nommé pro-camerlingue de la Sainte Église romaine du 10 novembre 1801 au 19 mai 1814, après l'occupation de Rome par les troupes napoléoniennes du général Miollis le 2 février 1808, il démissionne également de son poste de cardinal secrétaire d'État, remettant la charge à Filippo Casoni, pour être ensuite à nouveau nommé pro-secrétaire d'État dans les premiers mois de février 1808. Peu après, le 23 mars 1808, il est l'un des quatorze cardinaux expulsés de Rome par les Français et se rend donc à Parme, puis à Gênes et enfin à Pegli ; en septembre 1809, sur ordre de Napoléon Ier, il est transféré à Paris et participe peu après au mariage de l'empereur de France avec Marie-Louise de Habsbourg-Lorraine le 2 avril 1810, devenant ainsi membre des « cardinaux rouges », terme utilisé pour désigner les onze cardinaux participant au rite avec le pape. En 1811, il est désigné par Napoléon lui-même comme sous-doyen du Sacré Collège des Cardinaux et est envoyé à Savone où Pie VII est détenu en prison, pour lui demander d'approuver les décisions prises par le Conseil national à Paris. En 1813, il est chargé, toujours par Napoléon, de négocier le Concordat de Fontainebleau. C'est alors que Giuseppe Maria Doria Pamphilj opte pour le siège de banlieue de Porto-Santa Rufina à partir du 26 septembre 1814, en conservant toujours le titre de Sainte-Cécile in commendam. En même temps, il est officiellement reconnu comme sous-doyen du Sacré Collège des Cardinaux.
Il est le dernier abbé commendataire de l'abbaye de Gorze, titre qu'il détient de 1783 à 1800.
Il meurt le 10 février 1816 à l'âge de 64 ans. Son corps est exposé dans l'église de Santa Maria in Vallicella à Rome, où les funérailles ont également lieu. Il est ensuite enterré dans l'église de Sainte-Cécile à Rome.

## Succession apostolique
Giuseppe Maria Doria Pamphilj a ordonné les évêques suivants :
- Évêque Eustachius Federl (de), O.C.D. (1774)
- Archevêque Giovanni Carlo Vincenzo Giovio (1775)
- Évêque Michel Joseph de Laulanhier (1776)
- Évêque Marie-Anne-Hippolyte Hay de Bonteville (1776)
- Évêque François de Bonal d'Aujac (1776)
- Évêque Patrick Joseph Plunkett (en) (1779)
- Évêque Claude-Marie Ruffo de Laric (1780)
- Évêque Ludwik Stanisław Górski (bg), Sch.P. (1783)
- Évêque Francesco Maria Giampè (1796)
- Évêque Ferdinando Lomellino, O.S.B. (1796)
- Évêque Carlo Rosini (1797)
- Évêque Vincenzo Barisani, O.E.S.A. (1797)
- Évêque Riccardo Capece Minutolo (it), O.S.B. (1797)
- Évêque Reginaldo Coppola, O.P. (1797)
- Évêque Philip Bandini (1798)
- Évêque Giuseppe Maria de Mellis (1798)
- Évêque Vincenzo Paccaroni, O.S.B. (1798)
- Évêque Francesco Ubaldo Maria Romanzi (de) (1798)
- Évêque Gerardo Mele (1798)
- Archevêque Benedetto Sinibaldi (1800)
- Évêque Filippo Angelico Becchetti, O.P. (1800)
- Pape Pie VIII (1800)
- Évêque Giovanni Battista Lambruschini (1800)
- Évêque Silvestro Scarani (en) (1801)
- Cardinal Tommaso Arezzo (1802)
- Évêque Giuseppe Della Casa (1802)
- Évêque Angelo Vincenzo Andrea Maria Dania, O.P. (1802)
- Cardinal Fabrizio Sceberras Testaferrata (1802)
- Évêque Antonio Begni (1804)
- Évêque Paolo Girolamo Orengo, Sch.P. (1804)
- Évêque Giulio Cesare Pallavicini (1804)
- Évêque Louis-Siffrein-Joseph de Salamon (1807)
- Archevêque Louis-Guillaume-Valentin Dubourg, P.S.S. (1815)